# Lucio Junio Cesenio Peto (cónsul 79)
Lucio Junio Cesenio Peto (en latín, Lucius Iunius Caesennius Paetus) fue un senador romano que desarrolló su carrera política en la segunda mitad del siglo I, bajo los imperios de Nerón, Vespasiano, Tito y Domiciano.

## Familia
Era hijo de Lucio Junio Cesenio Peto, consul ordinarius en 61, bajo Nerón, y de Flavia, hija de Tito Flavio Sabino y sobrina de Vespasiano, y hermano mayor de Lucio Cesenio Sospes, consul suffectus en 114, bajo Trajano.

## Carrera
Su primer cargo conocido fue el consul suffectus en 79, sustituyendo a Domiciano al poco de que su hermano Tito se convirtiera en emperador al fallecer su padre Vespasiano. Su carrera se eclipsó hasta que Domicano en 93 le convirtió en procónsul de la provincia de Asia.